# Nyctibius grandis
El nictibio grande (Nyctibius grandis), también conocido como urutaú grande, biemparado grande, bienparado grande, bienparado mayor, pájaro estaca,  pájaro estaca mayor o estaquero grande, es una especie de ave nictibiforme perteneciente a la familia Nyctibiidae, que vive en el neotrópico.

## Descripción
Tiene una longitud de 48 a 60 cm, siendo un poco más grande que un cuervo. Su plumaje es de color café entremezclado de gris claro hasta blanco. Su cola y sus alas son relativamente largas, lo que permite distinguirla de las lechuzas.

## Distribución y hábitat
Su área de distribución incluye México, América Central (Guatemala, Belice, El Salvador, Honduras, Nicaragua, Costa Rica, Panamá) y Sudamérica (Colombia, Venezuela, Surinam, Guyana francesa, Guyana, Brasil, el noreste de Argentina, Paraguay, Ecuador, Perú y Bolivia)
Habita principalmente en el bosque húmedo tropical de tierras bajas.

## Comportamiento
Es un ave solitaria y nocturna que suele posarse sobre ramas despejadas por encima del dosel, de donde se lanza para atrapar grandes insectos en el vuelo, como polillas y escarabajos, y pequeños murciélagos.

## Subespecies
Hay 2 subespecies reconocidas, incluyendo la subespecie nominal:
- Nyctibius grandis grandis (Gmelin, 1789)
- Nyctibius grandis guatemalensis Land & Schultz, 1963